# کلین ولهورن
کلین ولهورن (به لاتین: Klein Wellhorn) یک کوه در سوئیس است که در کانتون برن واقع شده‌است. کلین ولهورن ۲٬۷۰۱ متر بالاتر از سطح دریا واقع شده‌است.